# 帕特諾斯
帕特諾斯（羅馬化：Badnoc，：‎）是土耳其的城鎮，由阿勒省負責管轄，位於該國東部，距離首府阿勒82公里，面積1,456平方公里，該地區自公元前1300年有人類居住，2010年人口60,616。